# Kadsura philippinensis
Kadsura philippinensis är en tvåhjärtbladig växtart som beskrevs av Adolph Daniel Edward Elmer. Kadsura philippinensis ingår i släktet Kadsura och familjen Schisandraceae. Inga underarter finns listade.